# کلارنتال
کلارنتال (به آلمانی: Wiesbaden-Klarenthal) یک منطقهٔ مسکونی در آلمان است که در ویسبادن واقع شده‌است. کلارنتال  ۱۰٬۰۹۸ نفر جمعیت دارد.